# The Illustrated London News
Иллюстрированные лондонские новости (англ. The Illustrated London News) — первая в мире иллюстрированная еженедельная газета (позднее журнал). Издавалась в Лондоне с 1842 по 2003 год. Популярнейшая газета викторианской Англии, в XX веке утратила своё значение.

## История
Херберт Инграм, издатель и газетчик, в 1842 году, увидев что газеты с иллюстрациями продаются заметно лучше, пришёл к мысли сделать еженедельную иллюстрированную газету, по совету Генри Визетелли (англ.) тематика газеты была общеновостная.
Совместно с Марком Лемоном (англ.), редактором журнала Панч, он арендовал офис, нанял сотрудников и 14 мая 1842 года вышло первое иллюстрированное издание газеты The Illustrated London News. Оно содержало 16 страниц и 32 гравюры, и покрывало следующие события: Первая англо-афганская война, аварию поезда во Франции, отчёты о преступлениях, книгах и представлениях, а также рекламные страницы. Было продано 26 000 экземпляров первого издания по цене 6 пенсов.
К концу года тираж вырос до 60 000 экземпляров. В 1851 году тираж был в 130 000 экземпляров. В 1855 году, главным образом благодаря фотографиям Крымской войны Роджера Фентона тираж превысил 200 000 экземпляров.
В 1860 году Инграм погиб на озере Мичиган. Газету унаследовал его младший сын Вильям Инграм (англ.), который в свою очередь «передал» дела своему сыну Брюсу Инграму.
В 1863 году «The Illustrated London News» продавалась тиражом в 300 000 копий, что превышало тираж практически любой другой британской газеты того времени.
«The Illustrated London News» издавались еженедельно вплоть до 1971 года, когда стала ежемесячной. С 1989 года газета выходила раз в 2 месяца, потом в 4 месяца. Более журнал не издаётся, но The Illustrated London News Group по-прежнему существует.

## Редакторы

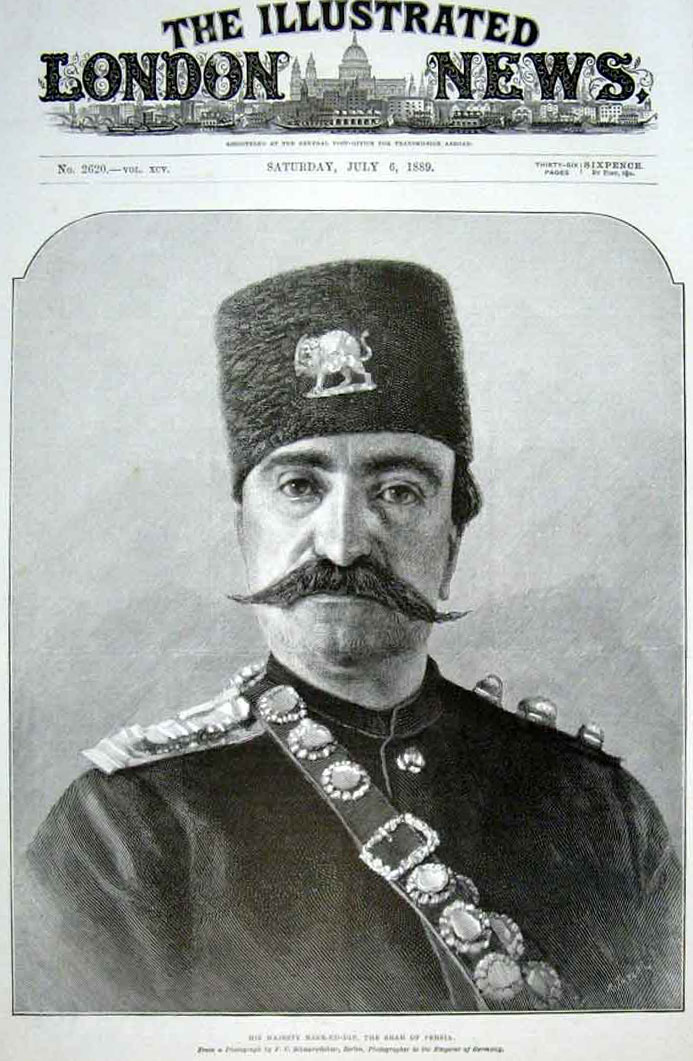
Насреддин-шах Каджар на титульной странице «The Illustrated London News» в последний его визит в Британию

1842: Frederick William Naylor Bayley
1848: John Timbs
1852: Чарльз Маккей
1859: John Lash
1891: Clement Shorter
1900: Bruce Ingram
1963: Hugh Ingram
1965: Timothy Green
1966: John Kisch
1970: James Bishop
1995: Mark Palmer
Источник: Peter Biddlecombe, «As much of life that the world can show», The Illustrated London News, 13 May 1967.

## Сотрудники

### Первое поколение рисовальщиков игравёров
- Джон Гильберт (англ.)
- Майлз Бёркет Фостер
- Джордж Крукшенк
- Вильям Джеймс Линтон
- Эбенезер Ланделлс (англ.)
- Джордж Томас

### Регулярные авторы
- Джеральд Дуглас (англ.)
- Ричард Гарнет (англ.)
- Ширли Брукс (англ.)

### Иллюстраторы и художники
- Фицджеральд, Джон Анстер
- Мэйбл Люси Эттвелл (англ. en:Mabel Lucie Attwell)
- Эрнест Шепард
- Кейт Гринуэй
- Хет Робинсон (англ. Heath Robinson)
- Чарльз Робинсон (англ. Charles Robinson)
- Джордж Стадди (англ. George Ernest Studdy)
- Дэвид Райт
- Мэлтон Прайор
- Фредерик Виллиерс
- Эдмунд Блампид
- Фрэнк Рейнольдс (англ. Frank Reynolds)
- Лоусон Вуд
- Генри Бейтмен
- Брюс Барнфазер
- C. E. Тёрнер
- Катон Вудвилль
- A. Форестер
- Фортунино Метаниа
- Луис Уильям Уэйн
- Чарльз Виргман
- Джон Кармайкл

### Журналисты и ведущие отдельных колонок
- Роберт Льюис Стивенсон
- Томас Харди
- Джорж Августус Сала
- Джеймс Мэтью Барри
- Уилки Коллинз
- Джозеф Конрад
- Артур Конан Дойль
- Редьярд Киплинг
- Альберт Ричард Смит
- Гилберт Кит Честертон
- Агата Кристи[4]
- Артур Брант
- Тим Бомонт (писал о еде).[5]

- Фёдоров, Михаил Павлович